# مخطاف قابض

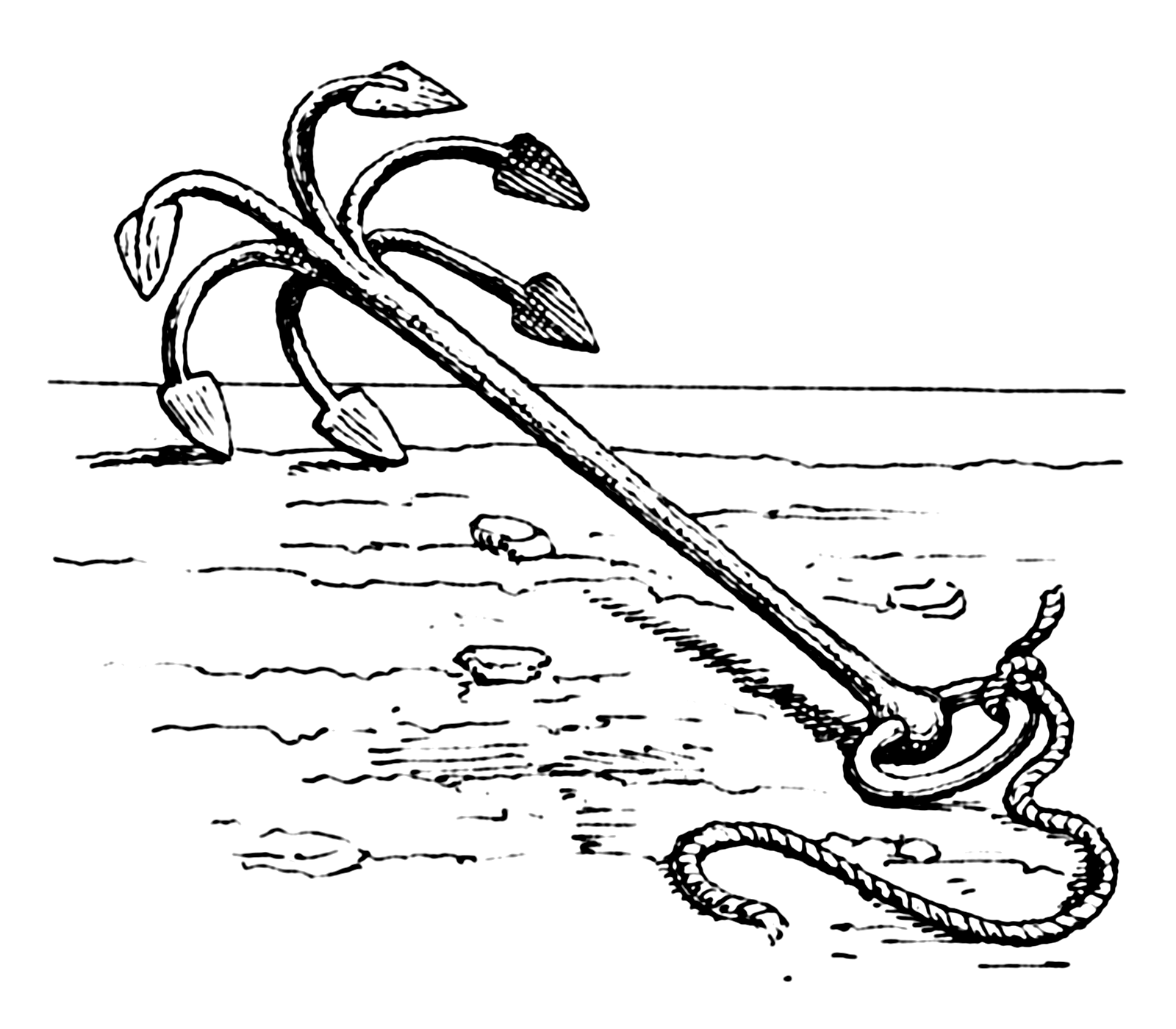
مخطاف قابض

المِخْطَاف القَابِض (بالإنجليزية: grappling hook or grapnel) هو جهاز يحتوي عادةً على عدة خطافات (تُعرف باسم المخالب أو مخالب المِرساة) متصلة بحبل؛ يتم رميها أو إسقاطها أوإغراقها أو إسقاطها أو تثبيتها مباشرة باليد حيث قد يلتقط خطاف واحد على الأقل ويثبت. بشكل عام، يستخدم المخطاف القابض لتأمين أحد طرفي الحبل مؤقتًا. يمكن استخدامه أيضًا في جرف الأشياء المغمورة.
اخترع الرومان الجهاز في حوالي 260 قبل الميلاد. تم استخدام المخطاف القابض في الأصل في الحروب البحرية التعلق بحبال الأشرعة والصواري للسفن بحيث يمكن الصعود على متنها.